# Tarazá
Tarazá – miasto w Kolumbii, w departamencie Antioquia.